# Luis de Guindos
Luis de Guindos Jurado (Madrid, 16 de enero de 1960) es un economista y político español, actual vicepresidente del Banco Central Europeo, siendo miembro del Comité Ejecutivo y del Consejo de Gobernadores.
Fue ministro de Economía, Industria y Competitividad del Gobierno de España entre 2011 y 2018. En la X Legislatura fue ministro de Economía y Competitividad y desde el 15 de abril de 2016 asumió los asuntos del Ministerio de Industria, Energía y Turismo tras la renuncia de su predecesor, José Manuel Soria (pero sin asumir la titularidad del Ministerio). Pertenece al Cuerpo Superior de Técnicos Comerciales y Economistas del Estado y ocupó distintos cargos durante los dos gobiernos de Aznar (1996-2004). Ha trabajado en compañías de servicios financieros siendo miembro del consejo asesor de Lehman Brothers a nivel europeo y director en España y Portugal hasta su quiebra en 2008. Fue director del Instituto de Empresa desde 2010 y perteneció al Consejo de Administración de Endesa con carácter de externo independiente.

## Biografía

### Estudios
Luis de Guindos estudió en el colegio Santa María del Pilar, en el madrileño barrio del Niño Jesús. Posteriormente se licenció en Ciencias Económicas y Empresariales por CUNEF en 1982. Al año siguiente aprobó las oposiciones de técnico comercial y economista del Estado. Fue socio-consejero de AB Asesores entre 1988 y 1996.

### Participación en política
En 1996, tras la victoria del PP en las elecciones generales comienza a ocupar cargos políticos: vocal asesor del Secretario de Estado de Economía y jefe del Gabinete Técnico de la Secretaría General de Comercio. En diciembre de 1996 fue nombrado director general de Política Económica y Defensa de la Competencia. Ha formado parte del consejo directivo de Renfe entre los años 1997 y 2000, del Instituto de Crédito Oficial desde 2000 a 2002, en mayo de 2000 fue designado secretario general de Política Económica y Defensa de la Competencia, y de la Sociedad Estatal de Participaciones Industriales. Fue secretario de Estado de Economía en el último gobierno de José María Aznar (2002-2004), declarando en referencia a una posible burbuja inmobiliaria en el país:

En España no hay burbuja inmobiliaria, sino una evolución de precios al alza que se van a ir moderando con más viviendas en alquiler y más transparencias en los procedimientos de urbanismo. (ABC, noviembre de 2003)

Fue sustituido en el cargo por el socialista David Vegara tras la victoria del PSOE en las elecciones generales de marzo de 2004, en las que se encargó de la redacción de la parte económica del programa electoral. Durante estos años forjó una relación estrecha con el vicepresidente económico Rodrigo Rato.

### Trabajo en entidades financieras
Apenas tres meses después de la derrota electoral, en septiembre de 2004 fue nombrado miembro del Consejo Asesor del banco de inversión Lehman Brothers para sus actividades en Europa. Tras un año ejerciendo como docente (profesor visitante) en la Facultad de Ciencias Económicas de la Universidad de Navarra, en 2006 fue nombrado director de la filial del banco de inversión estadounidense en España y Portugal, donde trabajó hasta la quiebra y bancarrota de este en 2008, desencadenante de la crisis financiera internacional. Seguidamente fue responsable de la división financiera de PricewaterhouseCoopers hasta su nombramiento como ministro. 
En 2010 fue coordinador del libro promovido por la Fundación FAES que puede ser considerado como la base ideológica de la política económica del PP y que se mueve entre dos ejes fundamentales: contención drástica del gasto en las administraciones públicas y reformas en ámbitos como el laboral y el sector financiero.
En 2011 trabajó para el consejo de administración del banco Mare Nostrum hasta su dimisión para entrar a formar parte del gobierno de Mariano Rajoy en diciembre de ese año.

### Ministro de Economía y Competitividad (2011-2016)
El 22 de diciembre de 2011 juró el cargo de ministro de Economía y Competitividad, después de haber sido designado por Mariano Rajoy para formar parte del Gobierno del PP tras el triunfo popular en las elecciones generales de 2011.
Su designación fue criticada por diversos medios y sectores sociales puesto que colocaba a uno de los dirigentes de Lehman Brothers, uno de los responsables de la crisis financiera y económica global, como gobernante. Además, su nombramiento coincidía con la colocación en puestos políticos y económicos clave de exdirectivos tecnócratas de la banca de inversión (como por ejemplo los nombramientos sin elecciones de los primeros ministros de Grecia Lukas Papademos e Italia Mario Monti, o el ex-Goldman Sachs Mario Draghi como presidente del Banco Central Europeo), siendo el flujo bidireccional puesto que también excomisarios de la Comisión Europea trabajaban para la banca de inversión. De este modo los «mercados» estarían copando también el poder político alterando las normas democráticas. Sin embargo, otros opinan que su profundo conocimiento y experiencia en el sector económico-financiero es precisamente su mayor fortaleza.
Sus primeros movimientos dentro del Ministerio fueron los de preparar un plan de recortes para controlar el déficit, que resultó ser dos puntos porcentuales mayor que el previsto. Al realizar las estimaciones se comprobó que este desfase provenía de la deuda de las autonomías, por lo que De Guindos advirtió que sometería a las comunidades a planes presupuestarios, lo que fue duramente criticado por algunas autonomías. Estas aludían un ataque directo a su autogobierno, en especial País Vasco y Cataluña. También pidió a la banca que preparara 50 000 millones de euros (el 5 % del PIB español en 2010) en provisiones para protegerse del ladrillo.

### Ministro de Economía, Industria y Competitividad (2016-2018)
El 4 de noviembre de 2016 juró el cargo de ministro de Economía, Industria y Competitividad, después de haber sido designado por Mariano Rajoy para formar parte del Gobierno del PP tras el triunfo popular en las elecciones generales de 2016.
En febrero de 2018 el Gobierno de España le propuso como candidato a la vicepresidencia del BCE. De Guindos compareció ante el Parlamento Europeo el 14 de febrero de 2018 para defender su candidatura.
Con motivo del referéndum de autodeterminación celebrado el 1 de octubre de 2017 en Cataluña, ordenó retirar todos los fondos públicos y de las empresas dependientes del estado de las entidades financieras catalanas, poniendo en peligro su valoración en bolsa.

### Vicepresidente del Banco Central Europeo (2018-)
En febrero de 2018 fue propuesto por España como candidato para vicepresidente del Banco Central Europeo y la propuesta fue  aceptada el lunes 19 de febrero. El 19 de febrero de 2018 se produjo la renuncia de la candidatura de Philip Lane, gobernador del Banco Central de Irlanda y único candidato postulado para el cargo aparte de Luis de Guindos.
El Consejo de Gobierno del BCE dio el visto bueno a Guindos el 7 de marzo de 2018. Guindos sustituyó en la vicepresidencia del BCE al portugués Vítor Constâncio a partir del 1 de junio para un mandato de ocho años no renovable.
En octubre de 2018 fue galardonado con el primer Premio José Echegaray, otorgado por la empresa editora del diario español de información económica El Economista.

## Vida privada
Está casado con Belén Liras de las Heras (1960) y tiene dos hijos, Belén (1989) e Íñigo (1991). Es miembro del Opus Dei.

## Publicaciones
- Luis de Guindos (2010). España, claves de prosperidad: ocho años de estabilidad y crecimiento. Gota a gota. ISBN 978-84-96729-98-8.

## Distinciones y condecoraciones
- Gran Cruz de la Orden de Isabel la Católica (2004)
- Gran Cruz de la Orden de Carlos III (2021)[28]